# 人民宮 (明德盧)
人民宮（葡萄牙語：Palácio do Povo）原名為政府宮（葡萄牙語：Palácio do Governo），是維德角明德盧市中心的一座公共建築，位於非洲解放者街（原里斯本街）的東端。該建築建於1874年的葡屬維德角時期，當時計劃將首府遷往明德盧（最終該計畫未實行）。最初只有一層，1928年至1934年間擴建了二樓。目前，建築內設有一座狂歡節博物館。

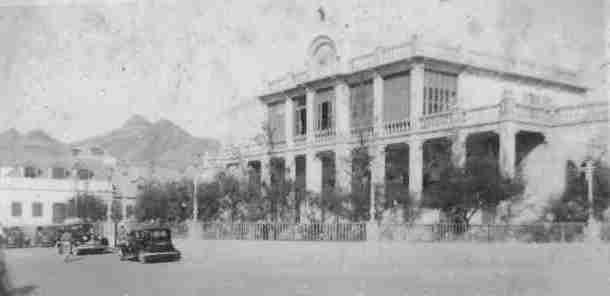
1942年